# Pin thể rắn

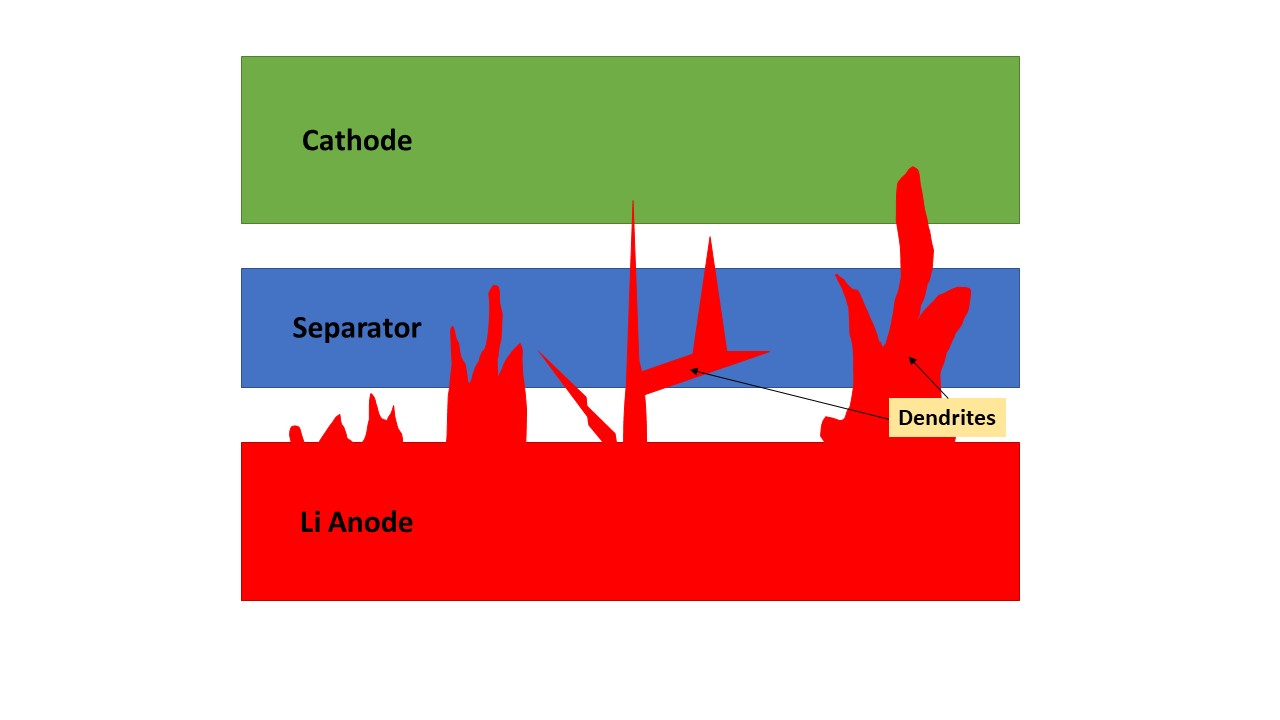
Các nhánh lithi từ cực dương xuyên qua lớp phân cách tiến về cực âm.

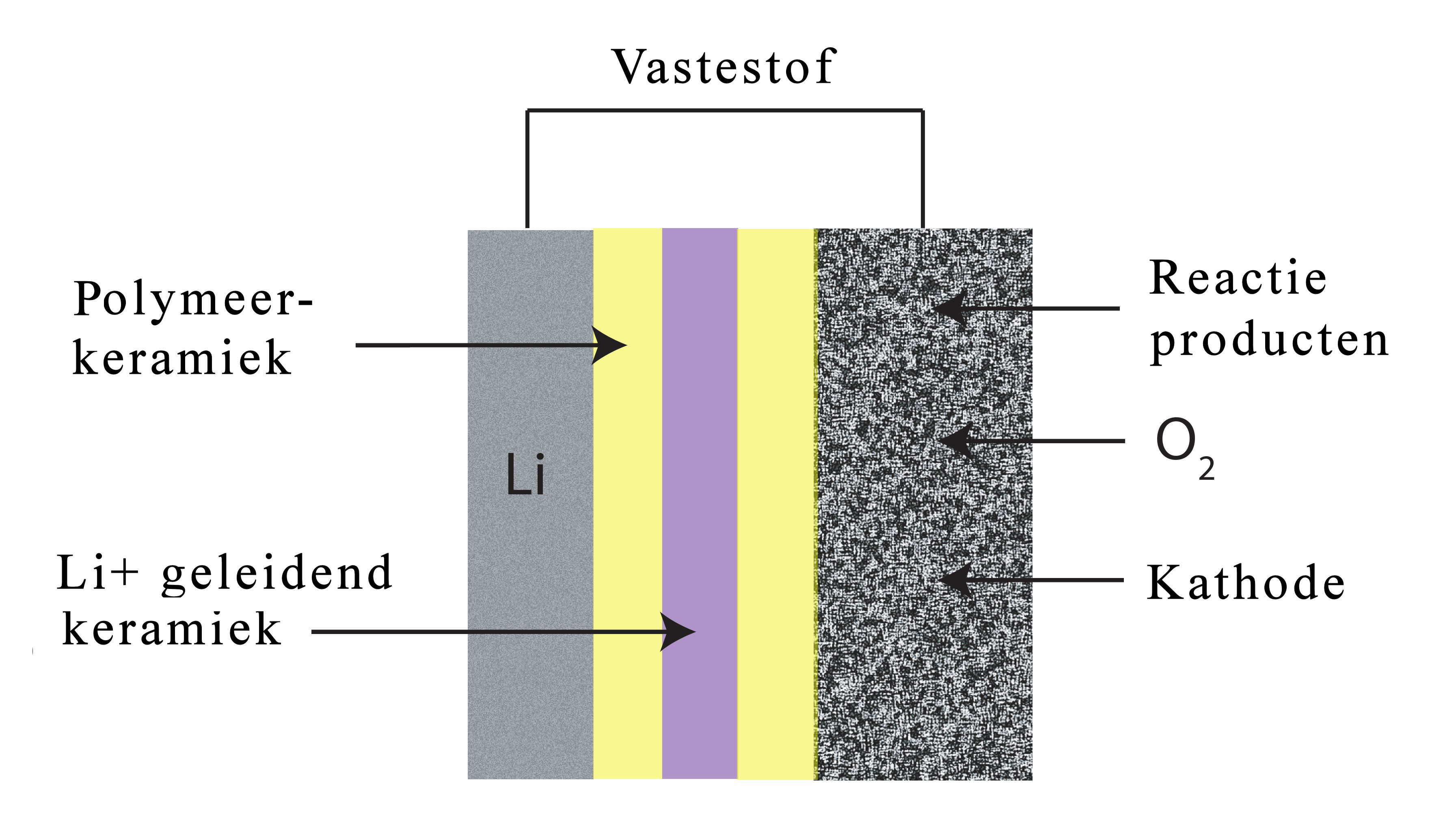
Pin lithi air là một ví dụ về pin thể rắn. Pin Li-air sử dụng quá trình oxy hóa lithi ở cực dương và quá trình khử oxy ở cực âm để lưu trữ dòng điện.

Pin thể rắn, pin trạng thái rắn là pin sử dụng điện cực và điện phân trạng thái rắn để dẫn ion, thay cho chất lỏng hoặc polymer thường thấy ở pin Li-ion hoặc pin Li-ion polymer. Chất liệu sử dụng làm chất điện ly trong pin thể rắn có thể gồm các oxide O2–, sulfide S2−, phosphat [PO
4]3−
, hoặc polymer trạng thái rắn. Pin thể rắn được ứng dụng trong các máy tạo nhịp tim nhân tạo, RFID, thiết bị mang trên người và xe chạy điện. Pin thể rắn an toàn hơn, mật độ năng lượng cao hơn nhưng chi phí sản xuất cao hơn pin Li-ion.

## Lịch sử
Vào khoảng giữa những năm 1831 và 1834, Michael Faraday đã phát hiện ra chất điện phân rắn là bạc sulfide và chì(II) fluoride, đặt nền móng cho các ion ở trạng thái rắn.
Vào cuối những năm 1950, một số hệ thống điện hóa đã sử dụng chất điện phân rắn. Họ sử dụng ion bạc, nhưng có một số đặc tính không mong muốn, bao gồm mật độ năng lượng và điện áp tế bào thấp, và điện trở bên trong cao. Một loại chất điện phân trạng thái rắn mới, được phát triển bởi Phòng thí nghiệm Quốc gia Oak Ridge, xuất hiện vào những năm 1990, sau đó được sử dụng để sản xuất pin Li-ion màng mỏng.

## Nguyên vật liệu
Các ứng cử viên làm vật liệu điện phân thể rắn bao gồm lithi orthosilicat (Li4SiO4), thủy tinh, sulfide và RbAg4I5. Các chất điện phân rắn oxide chính bao gồm Li1.5Al0.5Ge1.5(PO4)3 (LAGP), Li1.4Al0.4Ti1.6(PO4)3 (LATP), loại perovskite Li3xLa2/3-xTiO3 (LLTO), và loại garnet Li6.4La3Zr1.4Ta0.6O12 (LLZO) với Li kim loại.